# Яан Таллінн

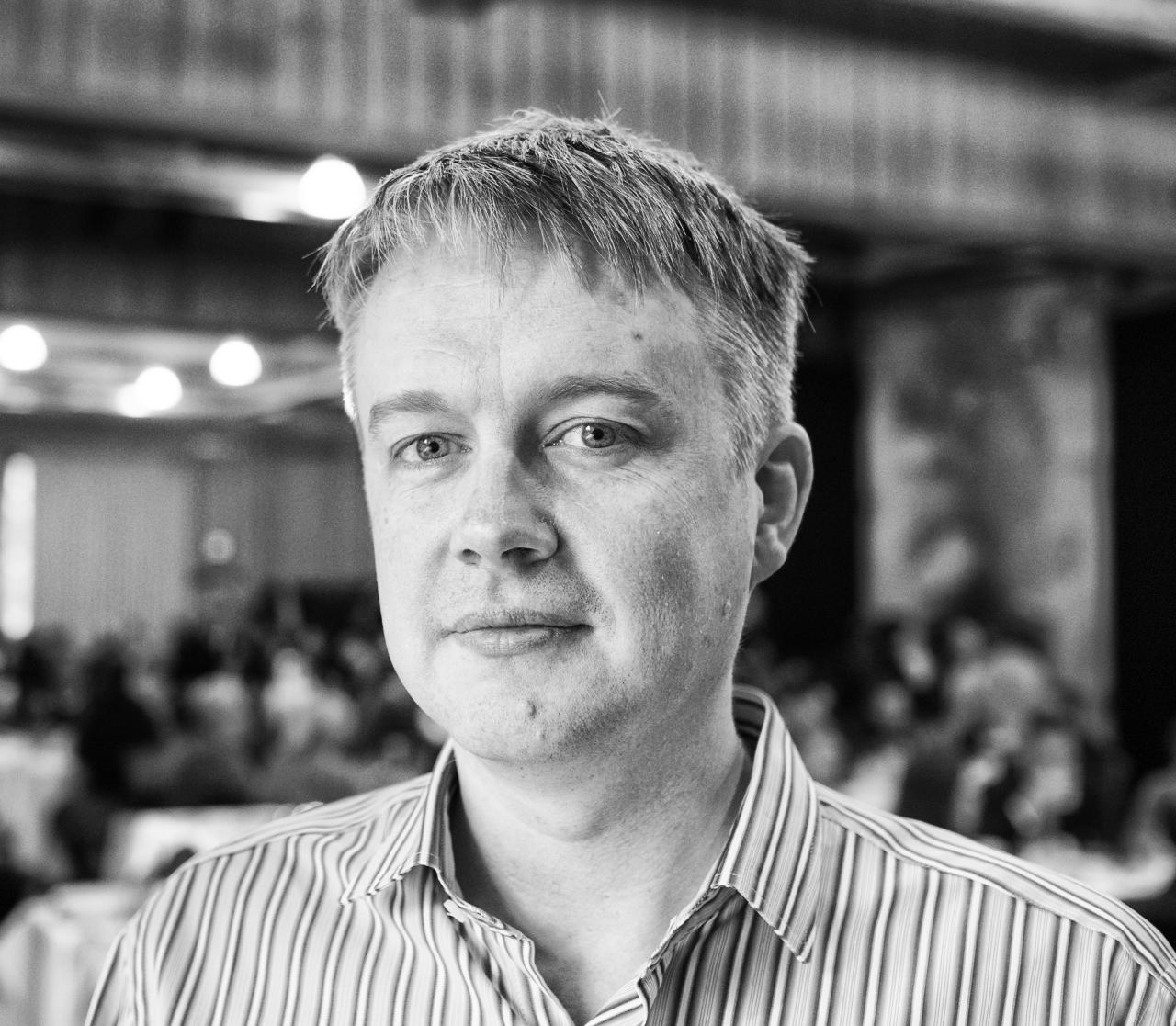

Яан Таллінн (народився 14 лютого 1972 року в Талліні) — естонський програміст, інвестор і фізик , який брав участь у розвитку Скайпу у 2002 році і  Fasttrack/Kazaa, в 2000 році.
Яан Таллінн  партнер і співзасновник девелоперської компанії Bluemoon в якій створювалася гра Skyroads. Він закінчив Тартуський університет в 1996 році бакалавром наук в галузі теоретичної фізики, захистивши дисертацію, на тему подорожей у міжзоряних відстанях через викривлення (warps) в просторі-часу.
Таллінн входить у Раду авторів Бюлетеню вчених-атомників і є колишнім членом Консультативної ради естонського Президента . він також є одним із засновників Центру з вивчення Екзистенційних ризиків,  і співзасновник індивідуальної медичної дослідницької компанії MetaMed.
Таллінн пожертвував $364,000 для науково-дослідного інституту Машинного Інтелекту.